# Дисоцијативна амнезија
Дисоцијативна амнезија је дисоцијативни поремећај који карактерише неспособност сећања важних (обично стресних или трауматских) личних чињеница. Стање није резултат општих медицинских услова или злоупотребе супстанци. Постоје локализоване амнезије које се односе на догађаје само током одређеног периода времена, континуиране амнезије (после одређене тачке у животу) и општа амнезија (немогућност да се присети било ког животног искуства).